# Franz Wilhelm von Wartenberg
Franz Wilhelm von Wartenberg (ur. 1 marca 1593 w Monachium, zm. 1 grudnia 1661 w Ratyzbonie) – niemiecki kardynał.

## Życiorys
Urodził się 1 marca 1593 roku w Monachium, jako syn Ferdinanda z Bawarii i Marii Pettenbeckin. Studiował filozofię, teologię i prawo kanoniczne w Collegio Germanico, a w 1622 roku wziął udział w sejmie Rzeszy w Ratyzbonie. 27 stycznia 1627 roku został wybrany biskupem Osnabrücku. Dwa lata później otrzymał upoważnienie do wprowadzenia w życie edyktu restytucyjnego w Dolnej Saksonii. W 1630 roku został biskupem Verden, a w 1633 – Minden. W tym samym roku diecezją Osnabrücku została opanowana przez Szwedów, a jej biskupem został Gustaw Wasaburg, nieślubny syn Gustawa II Adolfa. 4 czerwca 1634 roku Wartenberg przyjął święcenia diakonatu, 29 listopada 1636 – prezbiteratu, a 8 grudnia – sakrę. 15 grudnia 1642 roku został biskupem koadiutorem Ratyzbony. Był reprezentantem katolickich elektorów podczas negocjowania pokoju westfalskiego. W 1645 roku był wikariuszem apostolskim Bremy. Trzy lata później zrezygnował z diecezji Minden i Verden, a w 1649 roku zsukcedował diecezją ratyzbońską. 5 kwietnia 1660 roku został kreowany kardynałem prezbiterem, jednak nigdy nie pojechał do Rzymu i nie otrzymał kościoła tytularnego. Zmarł 1 grudnia 1661 roku w Ratyzbonie.